# Пономарёв, Георгий Логгинович
Георгий Логгинович Пономарёв (1857—1932) — генерал-лейтенант, герой русско-турецкой войны 1877—1878 годов.

## Биография
Родился 23 апреля 1857 года в станице Нижне-Чирской (Область Войска Донского), происходил из дворян Донского казачьего войска.
18 октября 1873 года был зачислен в классы Донского казачьего юнкерское училище. 9 сентября 1876 года выпущен из класса с чином хорунжего и был зачислен в запасной комплект Донских казачьих батарей.
В рядах 10-й Донской казачьей конно-артиллерийской батареи Пономарёв принял участие в русско-турецкой войне 1877—1878 годов на Балканском театре. В самом начале кампании он заслужил себе орден св. Анны 4-й степени, а 13 июня 1878 года был награждён орденом Святого Георгия 4-й степени за отличие в бою при Джуранлы.
В воздаяние за отличие, оказанное в деле против Турок под гор. Эски-Загра, 19 Июля 1877 года, где в течение 5 часов, обстреливаемый сильным турецким пехотным и артиллерийским огнём, поражал неприятельскую батарею, заняв позицию на её фланге, а когда вверенные ему орудия были окружены пехотою, успел прорваться сквозь неприятеля и присоединиться к кавалерии, находившейся против деревни Джуранли.
23 февраля 1879 года Пономарёв был произведён в сотники и вскоре сдал вступительные экзамены в Николаевскую академию Генерального штаба. Выпущен из академии в 1882 году по 2-му разряду и вернулся к строевой службе в казачьей артиллерии.
15 апреля 1893 года произведён в подъесаулы, 20 января 1897 года — в есаулы и 26 февраля 1900 года — в войсковые старшины. 11 ноября 1900 года назначен командиром 4-й Донской казачьей батареи. 1 апреля 1901 года Пономарёв был произведён в полковники и возглавил Лейб-Гвардии 6-ю Донскую казачью батарею. 26 августа 1906 года Пономарёв получил назначение командиром 17-го Донского казачьего полка.
22 апреля 1907 года Пономарёв получил в командование лейб-гвардии Казачий полк и 31 мая 1907 года был произведён в генерал-майоры. С 13 декабря 1913 года командовал 3-й бригадой 1-й гвардейской кавалерийской дивизии.
Высочайшим приказом от 18 января 1915 года Пономарёв за боевые отличия во время Варшавско-Ивангородской операции Первой мировой войны был награждён Георгиевским оружием.
В том же году он был назначен окружным атаманом 1-го округа Донского казачьего войска, однако вскоре, после производства в генерал-лейтенанты (со старшинством от 26 июля 1915 года) перемещён на должность командира 2-й отдельной Донской казачьей бригады. С 18 апреля 1916 года командовал 6-й Донской казачьей дивизией.
После Октябрьской революции Пономарёв служил в Донской армии.
Эмигрировал во Францию, жил в Париже. Скончался 10 декабря 1932 года в Аньере (Франция). Похоронен на кладбище Сент-Женевьев-де-Буа.

## Награды
Среди прочих наград Пономарёв имел ордена:
- Орден Святой Анны 4-й степени (1877 год)
- Орден Святого Георгия 4-й степени (13 июня 1878 года)
- Орден Святой Анны 3-й степени (1891 год)
- Орден Святого Станислава 2-й степени (1899)
- Орден Святой Анны 2-й степени (1901 год)
- Орден Святого Владимира 4-й степени с бантом (1901 год)
- Орден Святого Владимира 3-й степени (1904 год)
- Орден Святого Станислава 1-й степени (1913 год)
- Георгиевское оружие (18 января 1915 года)